# Yoshiwara

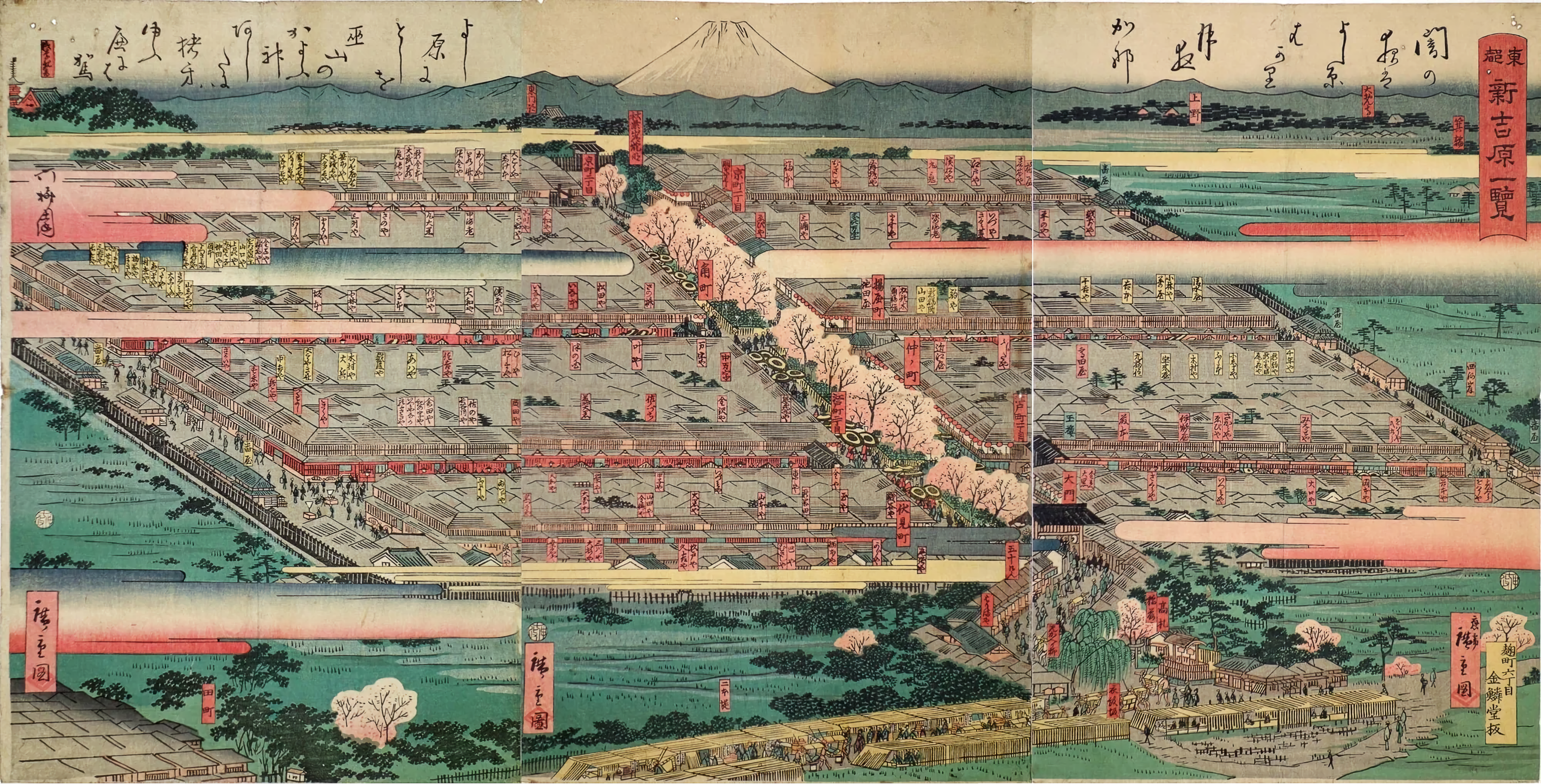
Yoshiwara av Utagawa Hiroshige II, 1860

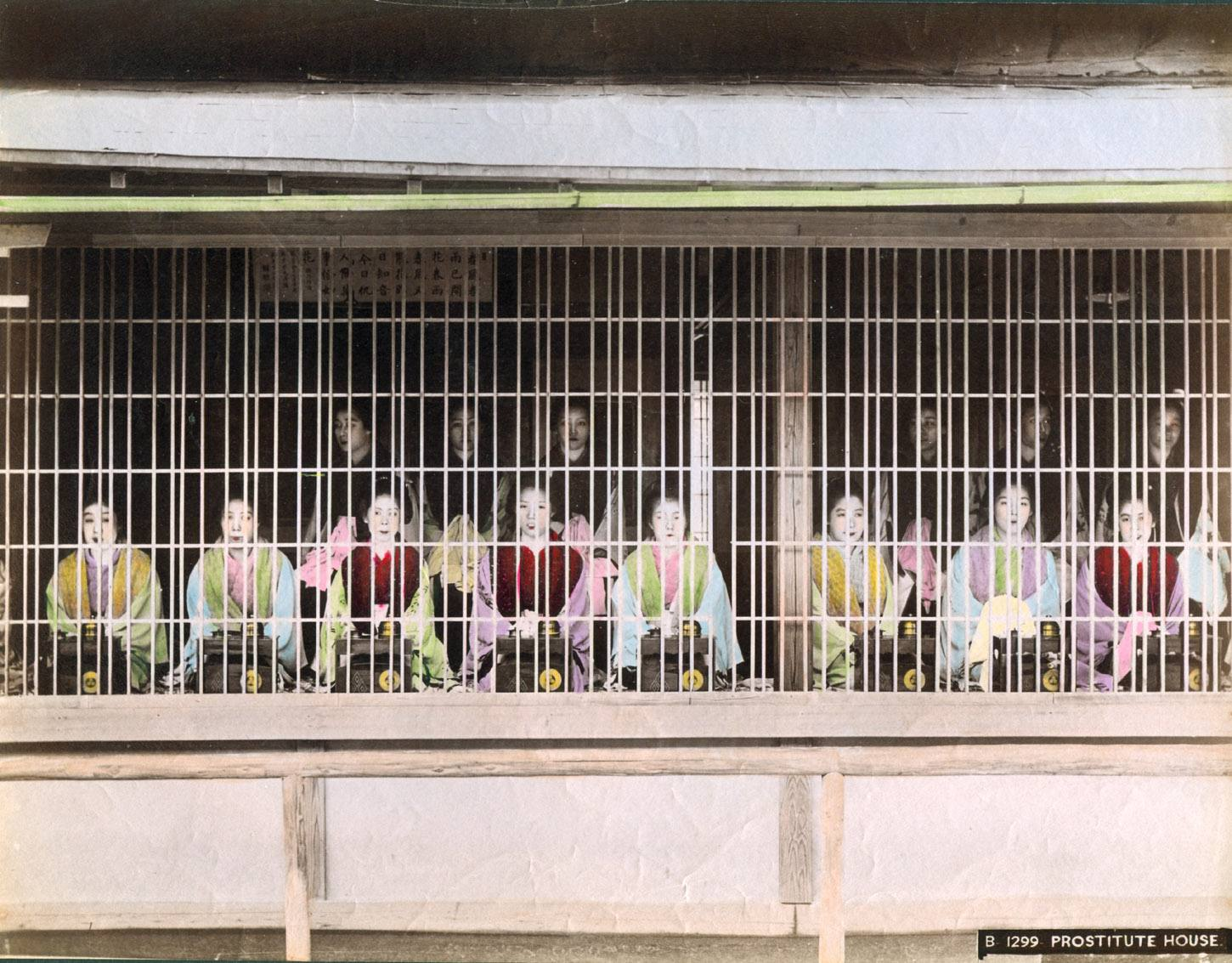
Prostituerade i Yoshiwara

Yoshiwara (吉原) var ett berömt yūkaku (bordellkvarter) i Edo, Tokyo i Japan. Det inrättades av Tokugawashogunatet år 1617 som ett av tre stora registrerade lagliga bordellkvarter vid sidan av Shimabara i Kyoto (1640) och Shinmachi i Osaka (1623). Geisha-yrket utvecklades i Yoshiwara. 

## Historik
Yoshiwara inrättades av shogunatet för att kontrollera det växande nöjeslivet i städerna som riktade sig mot kunder ur den växande förmögna urbana chōninklassen (köpmännen). Kvarteret obildade nästan en ö, då det omgavs av en vallgrav och en mur. 
Majoriteten av de prostituerade var kvinnor. De såldes ofta till en bordell av sina fattiga föräldrar, och hamnade sedan i en skuldfälla där de tvingades arbeta av pengarna på kontrakt. De tilläts inte lämna kvarteret utom med särskilt tillstånd. De kunde dock köpas fria av en kund som betalade deras skuld. 
Flickorna sorterades in i olika kategorier av prostituerade. 
År 1893 arbetade över 9,000 kvinnor i Yoshiwara, av vilka många led av syfilis. Kvarteret härjades av en brand 1913 och ödelades nästan fullständigt av Stora Kanto-jordbävningen 1923, men var i verksamhet fram till andra världskrigets slut. Det stängdes slutligen när prostitution förbjöds i Japan 1956. Kvarteret inkorporerades sedan i resten av staden. 